# Ladislaus Szögyény-Marich
Ladislaus hrabě Szögyény-Marich (Ladislaus/László Graf Szögyény-Marich von Magyar-Szögyen und Szolgaegyháza) (12. listopadu 1841, Vídeň – 11. června 1916, Csór, Uhersko) byl rakousko-uherský diplomat a politik. Od mládí byl státním úředníkem, později se uplatnil v politice a od roku 1882 působil v diplomacii, v této době byl patřil k důvěrným přátelům následníka trůnu prince Rudolfa. V letech 1890–1892 byl ministrem uherské vlády a nakonec dlouholetým rakousko-uherským velvyslancem v Německu (1892–1914). Byl rytířem Řádu zlatého rouna a v roce 1910 byl povýšen na hraběte.

## Životopis

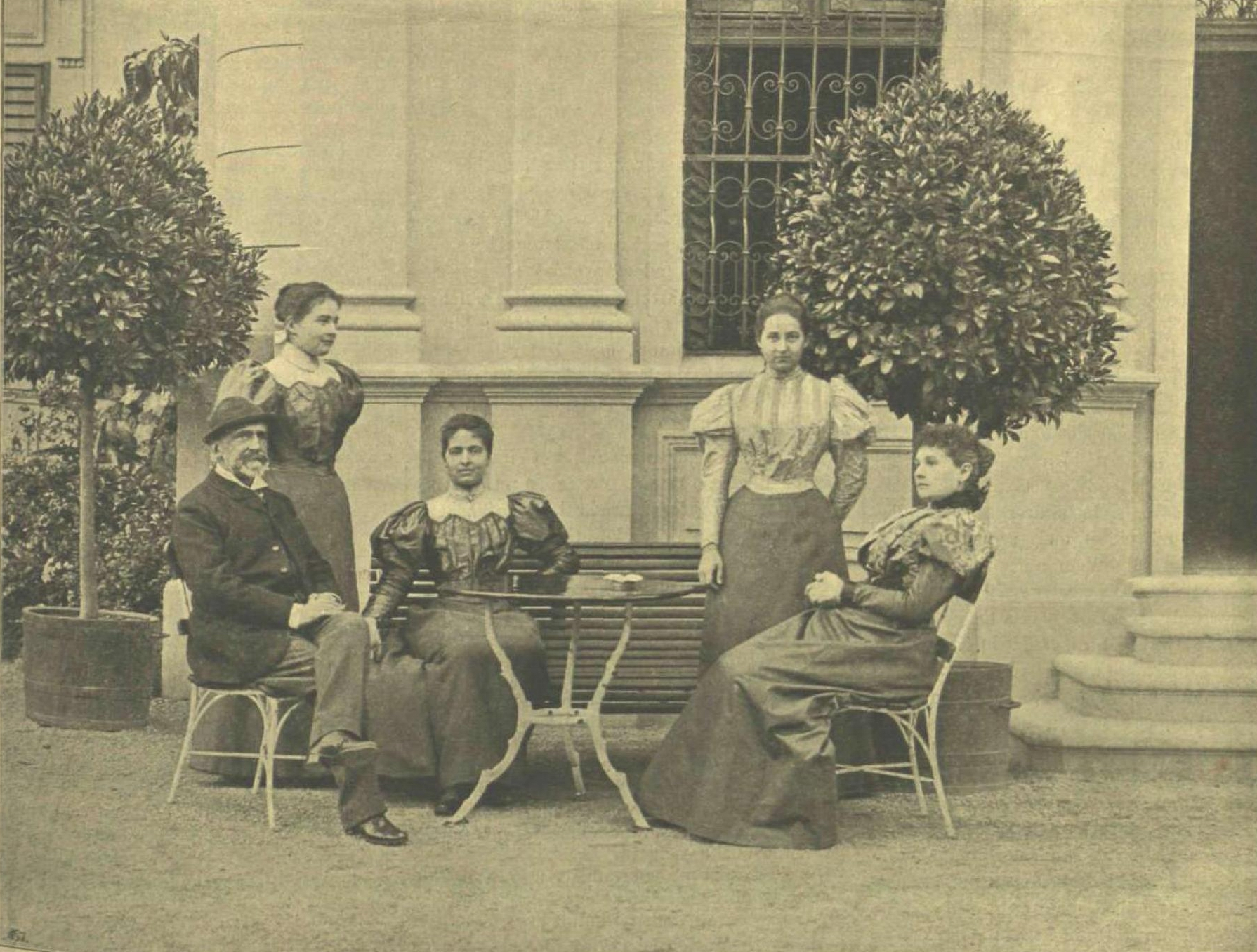
Ladislaus Szögyény-Marich s rodinou (1898)

Erb rodu Szögyény-Marich

Pocházel ze šlechtické rodiny s tradicí ve státních službách, jeho otcem byl László Szögyény-Marich (1806–1893), předseda uherské panské sněmovny a rytíř Řádu zlatého rouna. Ladislaus, označovaný jako mladší, vystudoval práva na vídeňské univerzitě a původně působil jako státní úředník v Székesfehérváru, kde rodina vlastnila statky. Od roku 1869 byl poslancem říšské rady, kde byl zároveň členem výboru pro zahraniční záležitosti, politicky patřil ke stoupencům Ference Deáka. Od mládí byl přítelem uherského politika Benjamina Kállaye a v roce 1882 jej nahradil ve funkci sekčního šéfa na rakousko-uherském ministerstvu zahraničí. Po odchodu L. Hoyose do Paříže byl od roku 1883 byl na ministerstvu zahraničí prvním sekčním šéfem, téhož roku byl jmenován tajným radou. V této době se stal jedním z blízkých přátel korunního prince Rudolfa, který s ním často konzultoval své politické názory. Rudolfovou poslední vůlí byl Szögyény-Marich pověřen delikátním úkolem uspořádat soukromé písemnosti v následníkově psacím stole. V uherské vládě Julia Szápáryho zastával v letech 1890–1892 funkci ministra a latere, tedy zástupce uherské vlády ve Vídni. V letech 1892–1914 byl rakousko-uherským velvyslancem v Berlíně a v rámci upevňování spojeneckých vztahů s Německem patřil k významným osobnostem diplomacie. V celoevropském kontextu se také jednalo o jedno z nejdelších funkčních období na jednom diplomatickém postu. Odvolán byl na vlastní žádost ze zdravotních důvodů na jaře 1914 krátce před první světovou válkou. Zemřel o dva roky později na rodovém sídle Csór poblíž Székesfehérváru. K zámku patřil velkostatek v župě Fejér s rozlohou přes 3 000 hektarů půdy.

## Tituly a ocenění
Jako příslušník starého šlechtického rodu byl v roce 1875 jmenován c. k. komořím a ve funkci prvního sekčního šéfa na ministerstvu zahraničí obdržel v roce 1883 titul c. k. tajného rady s nárokem na oslovení Excelence. Během svého působení ve státních službách a diplomacii získal řadu vysokých vyznamenání v Rakousku-Uhersku i v zahraničí. Nejvyššího ocenění dosáhl v roce 1900 jako rytíř Řádu zlatého rouna a při příležitosti odchodu do výslužby obdržel velkokříž uherského Řádu sv. Štěpána (1914). V roce 1910 byl povýšen do hraběcího stavu a stal se členem uherské Sněmovny magnátů. Mimo jiné byl také čestným rytířem Maltézského řádu. V roce 1910 byl povýšen do hraběcího stavu a stal se členem uherské panské sněmovny.

### Rakousko-Uhersko
- velkokříž Královského uherského řádu svatého Štěpána (1914)
- Řád zlatého rouna (1900)
- Jubilejní pamětní medaile (1898)
- velkokříž Leopoldova řádu (1896)
- Řád železné koruny I. třídy (1886)

### Zahraničí
- rytíř Řádu černé orlice (Německo)
- Řád červené orlice I. třídy s brilianty (Německo)
- rytíř Řádu bílého orla (Rusko)
- velkokříž Řádu sv. Mořice a Lazara (Itálie)
- Řád Medžidie I. třídy (Osmanská říše)
- Řád vycházejícího slunce I. třídy (Japonsko)
- Řád lva a slunce I. třídy (Persie)
- Řád polární hvězdy (Švédsko)
- velkokříž Leopoldova řádu (Belgie)
- rytíř Řádu rumunské koruny (Rumunsko)
- Řád Takova I. třídy (Srbsko)
- Řád knížete Danila I. I. třídy (Černá Hora)
- velkokříž Řádu Albrechtova (Sasko)
- Domácí řád vendické koruny (Meklenbursko)
- Řád bílého sokola (Sasko-Výmarsko)
- Domácí a záslužný řád vévody Petra Fridricha Ludvíka (Oldenbursko)

## Rodina
Jeho manželkou byla baronka Irma Gerambová (1848–1926), která byla později c. k. palácovou dámou a dámou Řádu hvězdového kříže. Z manželství se narodilo pět děti.
- 1. Zikmund Maria (2. 7. 1874, Budapešť – 12. 3. 1880) zemřel v dětství,
- 2. Kamila (4. 4. 1876, Budapešť – 11. 2. 1966), manž. 1899 hrabě József Somssich de Saard (19. 12. 1864, Štýrský Hradec – 22. 1. 1941, Budapešť), politik a diplomat, maďarský ministr zahraničí 1919–1920, velvyslanec ve Vatikánu 1920–1924
- 3. Marie Anna (14. 7. 1877, Budapešť – 24. 2. 1965, tamtéž), manž. 1913 hrabě Géza Somssich de Saárd (16. 1. 1866, Nagyatád – 28. 12. 1929, tamtéž)
- 4. Ilona (17. 3. 1879, Budapešť – 11. 12. 1950, Štýrský Hradec), manž. 1911 hrabě Karel Ferdinand Chorinský (3. 4. 1873, Veselí nad Moravou – 11. 3. 1948, Štýrský Hradec)